# Totally Hoops
Totally Hoops è una serie televisiva prodotta e curata da Disney Channel.

## Trama
Totally Hoops è una serie documentario che segue le avventure di undici ragazze che fanno parte di una squadra di basket, durante la loro vita e i loro momenti più duri.
Le Hoopstars:
- 5  - Maria Getty
- 11 - Lauren Bahun
- 12 - Shelby Georges
- 13 - Alisha Grusz
- 20 - Michele DeVault
- 22 - Aisha Jefferson
- 23 - Ashley Burtsfield
- 24 - Kristen Shenk
- 25 - Lindsey Goldsberry
- 32 - Ashley Brown
- 45 - Tiffany Williams
- Allenatore: Steve Douglas

## Episodi
1. Making The Cut Part 1
2. Making The Cut Part 2
3. Meet The Hoopstars
4. It's How You Play The Game
5. Meet Your Match
6. No Pain, No Game
7. West Virginia, Here We Come
8. I'm Trying To Quit
9. Home Sweet Home
10. Some Like It Hot
11. Underachievers Anonymous
12. The End Of The World As We Know It
13. Enemy Of The States
14. Here Comes The Sun
15. Nationals Part 1
16. Nationals Part 2